# Adolf Stahr
Adolf Wilhelm Theodor Stahr, född den 22 oktober 1805 i Prenzlau i Ukermark, död den 3 oktober 1876 i Wiesbaden, var en tysk skriftställare. 
Stahr var lärare vid gymnasiet i Oldenburg 1836-52 och bosatte sig därefter i Berlin. Han gifte sig 1854 med författarinnan Fanny Lewald. Stahr var själv inte betydande som vitter författare, men gjorde sig ett namn som kulturskildrare och kritiker. Av hans verk kan nämnas Ein Jahr in Italien (3 band, 1847-50; 4:e upplagan 1874), Weimar und Jena (2 band, 1852; 3:e upplagan 1892), Torso, oder Kunst, Kanslier und Kunstwerke der Alten (2 band, 1854-55; 2:a upplagan 1878), Gotthold Ephraim Lessing (2 band, 1858; 9:e upplagan 1886), Herbstmonate in Oberitalien (1859; 3:e upplagan 1884), Goethes Frauengestalten (2 band, 1865-66; 8:e upplagan 1891), Ein Winter in Rom (tillsammans med sin fru; 1869; 2:a upplagan 1871), Kleine Schriften zur Literatur und Kunst (4 band, 1871-75) och rehabiliteringen av Agrippina, Kleopatra och Tiberius i Bilder aus dem Altertum (4 band, 1863-66). För övrigt utgav han arbeten av och om Aristoteles, av Tacitus med flera. Geiger utgav 1903 Aus Adolf Stahrs Nachlaß. Briefe von Stahr nebst Briefen an ihn.